# Sherlock Holmes i tajny szyfr
Sherlock Holmes i tajny szyfr (ang Dressed to Kill) – amerykański film szpiegowski piąty film z 1946 roku w reżyserii Roya Williama Neilla na podst. postaci Sherlocka Holmesa i doktora Watsona stworzonych przez sir Arthura Conana Doyle’a. Czternasty i ostatni z serii filmów z Basilem Rathbone’em jako Sherlockiem Holmesem i Nigelem Bruce’em jako doktorem Watsonem. Wbrew napisom początkowym fabuła jest oryginalną historią, która nie jest oparta na żadnym z utworów o Holmesie.
Film jest jednym z czterech z serii, które znajdują się w domenie publicznej.

## Obsada
- Basil Rathbone – Sherlock Holmes
- Nigel Bruce – John H. Watson
- Patricia Morison – Hilda Courtney
- Edmund Breon – „Stinky” Emery
- Frederick Worlock – pułkownik Cavanaugh
- Carl Harbord – inspektor Hopkins
- Patricia Cameron – Evelyn Clifford
- Holmes Herbert – Ebenezer Crabtree
- Harry Cording – Hamid